# Ihasalu laht
Ihasalu laht (Ihasalubukten) är en vik på Estlands nordkust. Den ligger i kommunen Jõelähtme vald i Harjumaa, 23 km öster om huvudstaden Tallinn. Den avgränsas i väst av udden Koljuots och i öst av halvön Ihasalu poolsaars norra udde Uitru säär. Utmed dess strand ligger byarna Kostiranna, Manniva, Jõesuu och Neeme. Vid den senare har floden Jägala jõgi sitt utflöde i Finska viken. Ibland avses även havsområdet utanför ingå, och då avgränsas Ihasalubukten i väster av halvön Viimsi poolsaar och i norr av öarna Vrangö (estniska: Prangli) och Lilla Vrangö (Aksi).

### fotnoter
1. ↑  Ihasalu Laht hos Geonames.org (cc-by); post uppdaterad 2012-01-17; databasdump nerladdad 2015-09-05